# Ukrainska nationalarmén

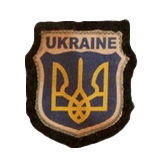
Nationalitetsmärke för Ukrainska nationalarmén

Ukrainska nationalarmén (UNA) bildades 17 mars 1945 och underställdes den Ukrainska nationalkommittén, en av Nazityskland erkänd exilregering för Ukraina. Faneden avlades inte längre till Hitler utan till "Ukrainas frihet".

## Tillkomst
UNA bildades av den personal vilken tillhörde den Ukrainska befrielsearmén, 14. Waffen-Grenadier-Division der SS (galizische Nr. 1), ukrainska polistrupperna och ukrainska förband i Luftwaffe samt av ukrainska Flakhelfer.

## Organisation
UNN bestod vid bildandet av cirka 50 000 soldater.
- 1. divisionen bildad av 14. Waffen-Grenadier-Division.
- 2. divisionen
- Specialgrupp B
- Ukrainska fria kosackerna
- 1. reservbrigaden
- 2. reservbrigaden

## Vid krigsslutet
UNA lyckades ta sig in på västallierat område där de togs som krigsfångar och överfördes till norra Italien. Där kom de under ett område som kontrollerades av den polska exilarmén under general Władysław Anders. Trots sovjetiska krav på utlämning av UNA-soldaterna, så lyckades Anders skydda dem som varande polska medborgare.